# Sistema Bambi bucket

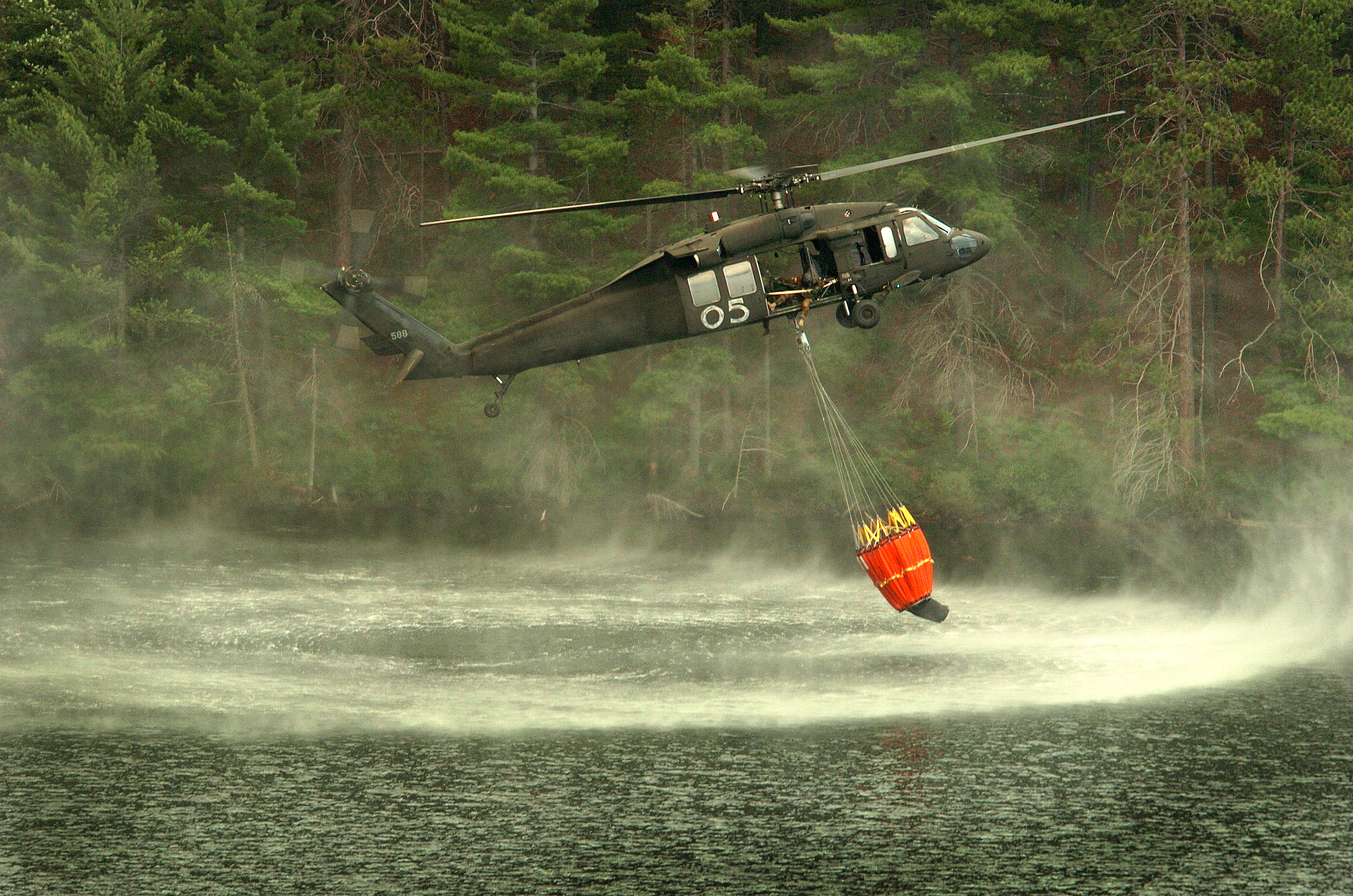
Un UH-60 baja un balde Bambi en un lago en Michigan.

Bambi bucket (bolsa para transportar agua), balde de helicóptero o cubo de helicóptero, es un balde especializado suspendido de un cable transportado por un helicóptero para entregar agua para la extinción de incendios aérea . Cada balde tiene una válvula de descarga en la parte inferior que es controlada por la tripulación del helicóptero. Cuando el helicóptero está en posición, la tripulación suelta el agua para extinguir o sofocar el fuego debajo. Cada descarga de agua se denomina gota. El diseño de los cubos permite que el helicóptero se deslice sobre una fuente de agua, como un lago, río, estanque o tanque, y baje el cubo al agua para volver a llenarlo. Esto permite a la tripulación del helicóptero operar el cucharón en ubicaciones remotas sin la necesidad de regresar a una base operativa permanente, reduciendo el tiempo entre caídas sucesivas.

## Diseño
Los cubos pueden ser plegables o rígidos y su capacidad varía de 72 a 2600 galones estadounidenses (60 a 2165 galones imperiales; 273 a 9,842 litros). El tamaño de cada cubo está determinado por la capacidad de elevación del helicóptero necesaria para utilizar cada versión. Algunos baldes pueden incluir espuma retardante de fuego o la capacidad de bombear agua desde el balde a un tanque interno. Los cubos plegables más pequeños pueden utilizar fuentes de agua de hasta 30,5 cm (1 pie). En todo el mundo, el término balde monzónico se utiliza y acepta ampliamente como término genérico. En los Estados Unidos, este tipo de balde se conoce oficialmente como helibucket. La marca Bambi Bucket también se usa comúnmente de manera informal por equipos de bomberos para describir los baldes desarrollados por otros fabricantes.

## Variantes
Cubo Bambi: Cubo plegable desarrollado por el canadiense Don Arney y producido por SEI Industries desde 1983.  cubos Bambi se utilizaron en 2011 para enfriar reactores nucleares en Japón después de los daños causados por un tsunami.
Cubo rápido: Cazo variable, cubo de extinción de incendios que permite al piloto seleccionar patrones de caída para incendios de matorrales a incendios de dosel. fabricado por Absolute Fire Solutions.
La fuerza Aérea Colombiana cuenta con dos helicópteros Bell 212 con el equipo Bambi bucket cuyo uso es para la extinción de incendios de gran magnitud cuando no pueden ser controlados en tierra, cada una de las descargas puede liberar 200 litros de agua con líquido retardante.
En la ciudad de Quito, lugar donde es frecuente los incendios forestales, desde el 2011 el servicio aereopolicial cuenta con el equipo Bambi Bucket en su helicóptero Ecureuil As350 B3E, la canasta tiene 1,5 de largo queda suspendido 5 metros y puede liberar 400 litros de agua.
Cubo hlifire monzón: Baldes monzón plegables y autónomos producidos por Rural Fire Service en Nueva Zelanda.